# Federação Acreana de Atletismo
A Federação Acreana de Atletismo (FACAt) é uma federação desportiva brasileira que regulamenta e organiza o atletismo no estado do Acre em todas as suas modalidades, incluindo pista e campo, corridas de rua, marcha atlética e corridas através do campo.
Dentre as provas que ajuda a promover anualmente está o Circuito Chico Mendes de Corrida de Rua, realizado desde 2008 em parceria com a Secretaria de Estado de Educação e Esporte (organizadora do evento), com etapas ocorrendo em diversas cidades do Acre. A FACAt atua na parte logística da competição.
Outro evento anual no qual está envolvida é a Corrida Tiradentes, da qual é a organizadora.